# 1968: o Ano Que não Terminou
1968: o Ano Que não Terminou é um livro do escritor e jornalista brasileiro Zuenir Ventura. O livro, originalmente publicado em 1989, foi relançado pela editora Nova Fronteira em 2006 e - numa edição revisada - pela editora Planeta do Brasil em 2008.

## Sinopse
Livro que retrata, em estilo jornalístico, os fatos que marcaram o conturbado ano de 1968 no Brasil e no mundo. Seu autor é o jornalista Zuenir Ventura, participante e estudioso do referido ano, bem como de suas consequências para a realidade contemporânea. Transcorre o livro em tom narrativo, com citação à importantes personagens, obras e músicas que fizeram parte do período. São citados por exemplo, a atriz Claudia Cardinale, italiana e esquerdista reconhecida, assim como outras figuras igualmente emblemáticas, como César Benjamin "Cesinha", militante do Mr-8 (Movimento Revolucionário Oito de Outubro) e que participou da luta armada e Carlos Lamarca "O capitão da guerrilha", militante da VPR (Vanguarda Popular Revolucionária) e do Mr-8 e que ficou nacionalmente conhecido após desertar de seu quartel em Quitaúna e juntar-se à guerrilha. Também faz referência à artistas que participaram do combate ao regime militar e que adquiriram importância nacional nos anos que se passaram, como Caetano Veloso, Chico Buarque, Geraldo Vandré.
1968: o ano que não terminou - junto de Os carbonários (1981), de Alfredo Sirkys - serviu de inspiração para a criação da série Anos Rebeldes (1992), produzida pela Rede Globo.